# Valerio Breda
Valerio Breda (San Fior, 24 gennaio 1945 – Maceió, 16 giugno 2020) è stato un vescovo cattolico e missionario italiano.

## Biografia
Valerio Breda nacque a San Fior di Sotto il 24 gennaio 1945.

### Formazione e ministero sacerdotale
Entrato nella Società salesiana di San Giovanni Bosco, il 16 agosto 1962 emise la prima professione ad Albarè di Costermano. Il 16 agosto 1968 emise la professione solenne nella stessa cittadina.
Il 24 gennaio 1973 fu ordinato diacono a Roma. Il 29 giugno successivo fu ordinato presbitero nella chiesa parrocchiale di San Fior di Sotto. In seguito fu insegnante al liceo classico dell'Istituto salesiano "Manfredini" di Este e responsabile del centro giovanile della parrocchia di San Giovanni Bosco a Padova. Il 17 novembre 1983 giunse in Brasile come missionario. In seguito prestò servizio a Matriz de Camaragibe fino al 1993, anno in cui venne nominato ispettore dell'ispettoria "San Luigi Gonzaga" del Brasile nord-orientale. Entrò in carica il 10 dicembre con una cerimonia nella basilica del Sacro Cuore a Recife. Fece parte della Società canonistica brasiliana.

### Ministero episcopale
Il 30 luglio 1997 papa Giovanni Paolo II lo nominò vescovo di Penedo. Ricevette l'ordinazione episcopale il 19 ottobre successivo nella cappella del collegio salesiano "Sacro Cuore" di Recife dal cardinale Lucas Moreira Neves, arcivescovo metropolita di São Salvador de Bahia, co-consacranti l'arcivescovo metropolita di Maceió Edvaldo Gonçalves Amaral e quello di Olinda e Recife José Cardoso Sobrinho.
Nel settembre del 2009 compì la visita ad limina.
Fu presidente della commissione per la pastorale biblica-catechistica della Conferenza episcopale regionale Nordeste 2.
Colpito da ictus, 15 aprile 2020 fu ricoverato all'ospedale memoriale "Arthur Ramos" di Maceió. Morì la mattina del 16 giugno successivo all'età di 75 anni. Le esequie si tennero nel pomeriggio del giorno successivo nella cattedrale di Nostra Signora del Rosario a Penedo e furono presiedute da monsignor Paulo Jackson Nóbrega de Sousa, vescovo di Garanhuns e presidente della Conferenza episcopale regionale Nordeste 2, alla sola presenza del clero diocesano a causa della pandemia di COVID-19. La salma fu portata in processione per le strade di alcune città dello Stato di Alagoas. Il defunto vescovo fu onorato ovunque andasse. La processione venne effettuata con l'aiuto dei vigili del fuoco, dei veicoli della polizia militare e fu accompagnata da centinaia di auto e moto e seguita in streaming da migliaia di persone. Al termine delle esequie la salma fu tumulata nella cattedrale di Penedo. Una messa di suffragio, presieduta da monsignor Corrado Pizziolo, vescovo di Vittorio Veneto, ebbe luogo il 23 giugno alle ore 18:30.

## Genealogia episcopale
La genealogia episcopale è:
- Cardinale Scipione Rebiba
- Cardinale Giulio Antonio Santori
- Cardinale Girolamo Bernerio, O.P.
- Arcivescovo Galeazzo Sanvitale
- Cardinale Ludovico Ludovisi
- Cardinale Luigi Caetani
- Cardinale Ulderico Carpegna
- Cardinale Paluzzo Paluzzi Altieri degli Albertoni
- Papa Benedetto XIII
- Papa Benedetto XIV
- Papa Clemente XIII
- Cardinale Bernardino Giraud
- Cardinale Alessandro Mattei
- Cardinale Pietro Francesco Galleffi
- Cardinale Giacomo Filippo Fransoni
- Cardinale Carlo Sacconi
- Cardinale Edward Henry Howard
- Cardinale Mariano Rampolla del Tindaro
- Cardinale Rafael Merry del Val
- Arcivescovo Duarte Leopoldo e Silva
- Arcivescovo Paulo de Tarso Campos
- Cardinale Agnelo Rossi
- Cardinale Lucas Moreira Neves, O.P.
- Vescovo Valerio Breda, S.D.B.